# Joshua J. Masters
Joshua J. Masters (* 6. Februar 1973 in New Hampshire) ist ein US-amerikanischer Pastor, Autor und ehemaliger Schauspieler sowie Wrestler.

## Leben
Masters gab Ende der 1990er Jahre sein Schauspieldebüt in Nebenrollen in den Spielfilmen My X-Girlfriend's Wedding Reception, Mud Season und Moving Targets. 2000 folgten Besetzungen in Dirty Money, Deadly Contact – Das Geschäft mit dem Tod und Dirty Money. 2001 wirkte er als Nebendarsteller im Katastrophenfernsehfilm Wenn die Welt untergeht – Das Wetter-Inferno mit. Nach einer Nebenrolle 2002 in American Gun folgten 2003 eine Episodenrolle in Law & Order, eine Nebenrolle im Spielfilm The Mudge Boy sowie seine bis dato größten Rollen in den Katastrophenfernsehfilmen Hagelsturm – Die Wetterkatastrophe in der Rolle des Telefontechnikers Edward und in Flashflood – Wenn der Damm bricht als Hilfssheriff (Deputy) Bloom. 2004 folgten Rollen in Nothing Like Dreaming und Bereft, anschließend nahm er vom Filmschauspiel Abstand.
Noch während seiner aktiven Schauspielzeit debütierte Masters 2003 bei Full Impact Pro als Wrestler. In den folgenden Jahren wechselte er fast jährlich den Verband und stand unter anderen bei American Combat Wrestling, Florida Underground Wrestling, Uproar Pro Wrestling und BRAWL USA unter Vertrag. Er bestritt in seiner Karriere bis dato 149 Matches, von denen 94 als Sieg, 50 als Niederlage und 5 als Unentschieden gewertet worden. Er war dreimal ACW Tag Team Championship, davon zweimal gemeinsam mit Scott Davis im Jahr 2005 und einmal mit Sedrick Strong im Jahr 2007. 2006 hielt er den Titel ACW Internet Television Champion. Mit Jude Mackenzie hielt er 2011 den Titel MAG Tag Team Champion.
Heute lebt Masters mit seiner Frau im US-Bundesstaat South Carolina und arbeitet dort als Care Pastor. In dieser Funktion tritt er auch in Sendungen der Sender CBN, HIS Radio oder Light Radio Network in Erscheinung. Er ist auch als Schriftsteller tätig. 2012 erschien das Buch, sein Erstling American Psalms: Prayers for the Christian Patriot im Verlag Kingdom Knight Productions.

## Filmografie (Auswahl)
- 1999: My X-Girlfriend's Wedding Reception
- 1999: Mud Season
- 1999: Moving Targets
- 2000: Dirty Money
- 2000: Deadly Contact – Das Geschäft mit dem Tod (Radical Jack)
- 2000: Losing the Light
- 2001: Wenn die Welt untergeht – Das Wetter-Inferno (Lightning: Fire from the Sky) (Fernsehfilm)
- 2002: American Gun
- 2003: Law & Order (Fernsehserie, Episode 13x10)
- 2003: The Mudge Boy
- 2003: Hagelsturm – Die Wetterkatastrophe (Frozen Impact) (Fernsehfilm)
- 2003: Flashflood – Wenn der Damm bricht (Killer Flood: The Day the Dam Broke) (Fernsehfilm)
- 2004: Nothing Like Dreaming
- 2004: Bereft

## Theater (Auswahl)
- Of Mice and Men
- The Lion in Winter
- South Pacific
- Our Town
- Me and My Girl
- The Three Musketeers By Haas & Gross (Original Piece)
- Romeo and Juliet
- Dracula
- The Diary of Anne Frank
- The Cherry Boy Makes His Myth By Herb Propper (Original Piece)
- Fifth of July
- Cinderella, Cinderella…
- Scenes from American Musicals
- Sister Mary Ignatius Explains it All…
- Little Mary Sunshine

## Werke
- American Psalms: Prayers for the Christian Patriot, Kingdom Knight Productions, 2012, ISBN 978-0-9857451-0-3
- Feed Your Soul with the Word of God, Collection 1, Lighthouse Bible Studies, Buford 2019, ISBN 978-0-9994857-7-4
- A Faith Unleashed: Living in the Hope of God's Rescue, Bold Vision Books, Friendswood 2021, ISBN 978-1-946708-61-8

## Erfolge
- ACW Combat Championship
- 3× ACW Tag Team Championship
- MAG Tag Team Championship